# Pseudepipona decorata
Pseudepipona decorata är en stekelart som först beskrevs av Henri Saussure.  Pseudepipona decorata ingår i släktet Pseudepipona och familjen Eumenidae. Inga underarter finns listade i Catalogue of Life.